# Cillit Bang
 (décembre 2012).
Si vous disposez d'ouvrages ou d'articles de référence ou si vous connaissez des sites web de qualité traitant du thème abordé ici, merci de compléter l'article en donnant les références utiles à sa vérifiabilité et en les liant à la section « Notes et références ».

Logo

Cillit Bang est une marque d'une gamme de produits de nettoyage créée par Reckitt Benckiser, le groupe anglo-néerlandais de l'industrie chimique spécialisé dans les produits d'entretien et pharmaceutiques. Les produits commercialisés sous la marque sont des dégraissants, des nettoyants « miracles » contre les taches de saleté, de rouille, de moisissures et de tartre.
Cilit Bang a été testé dans les yeux de lapins, ceux-ci ayant été exposés plus de 24h d’affilé au produit dans un laboratoire de toxicologie partenaire de la marque. Ces tests ne sont plus obligatoires depuis un certain nombres d’années dans la réglementation européenne, cependant ils sont encore largement utilisés.

## Campagnes publicitaires

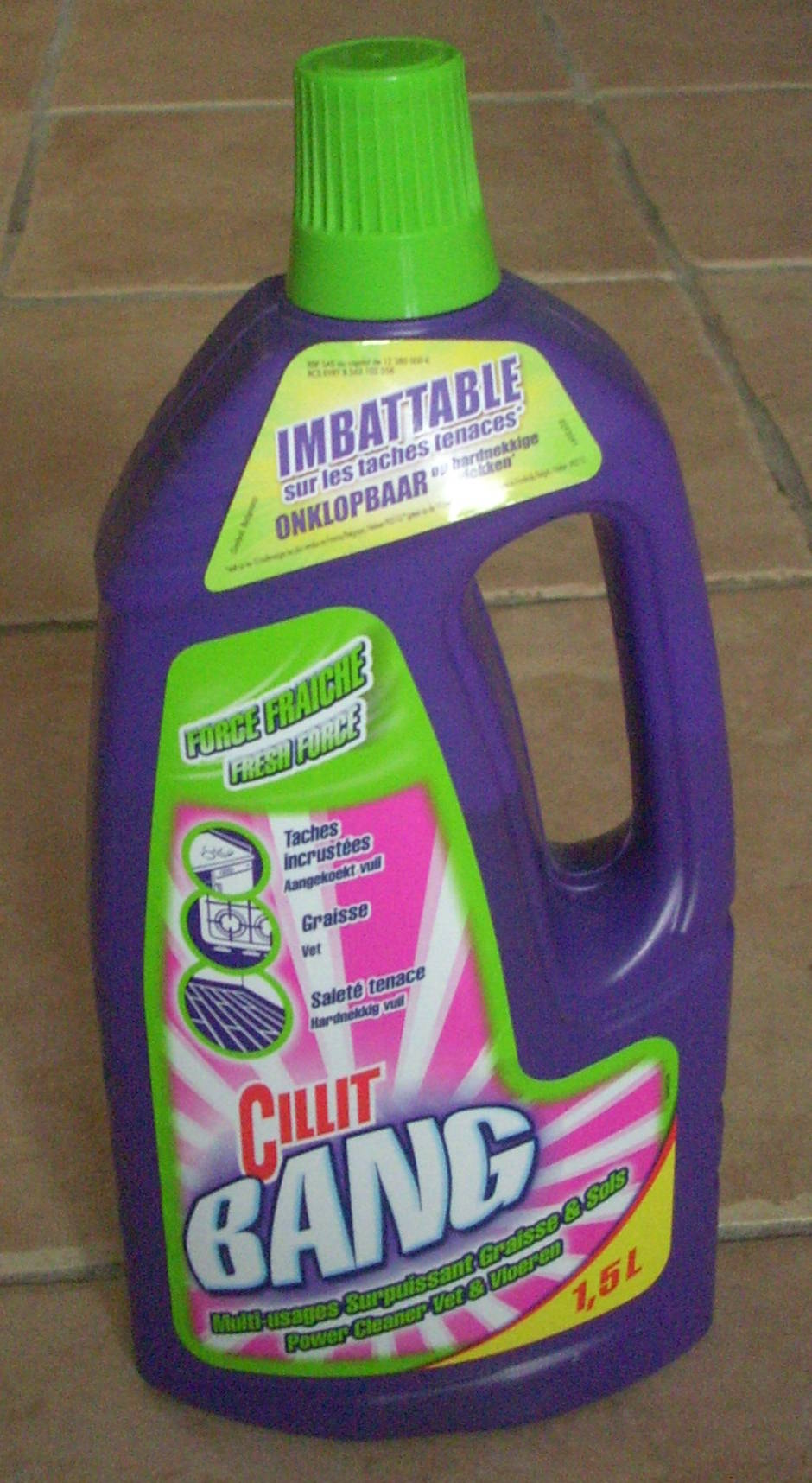
bouteille de nettoyant ménager de marque Cillit Bang

Comme la plupart des produits ménagers, Cillit Bang émet des spots publicitaires à la télévision. Ceux-ci mettent en valeur le produit comme relevant les défis de nettoyage les plus impossibles avec les résultats les plus irréprochables. Il y a généralement une victime des saletés et un héros disposant du détergent miracle (interprété par Neil Burgess (en)). Ces spots publicitaires sont critiqués pour leur exagération de la réalité (autant sur les résultats du produit que sur la mise en scène) ; des parodies sont de plus en plus publiées sur le web. À titre d'exemple, il existe plus de 1 400 vidéos portant le titre Cillit Bang sur YouTube.